# Federico Ezequiel Moyano
Federico Ezequiel Moyano (* 3. Oktober 1988) ist ein ehemaliger argentinischer Biathlet.

## Karriere
Federico Moyano startete im August 2010 bei den Biathlon-Südamerikameisterschaften in Portillo und seinem Heimatort Bariloche. Bei der Meisterschaft, die als Rennserie ausgetragen wurde, wurde Moyano in Portillo Neunter des Einzels, Siebter im Sprintrennen und nochmals Siebter im Massenstart. Beim Sprintrennen in Bariloche wurde er 12. In der Gesamtwertung, in die nur drei der vier Rennen eingingen, belegte er den zehnten Platz. Außerdem nahm er im März 2011 an zwei IBU-Cup-Rennen in Annecy teil. Weitere Rennteilnahmen vom Argentinier blieben bis heute aus.